# Morte e Wikipédia

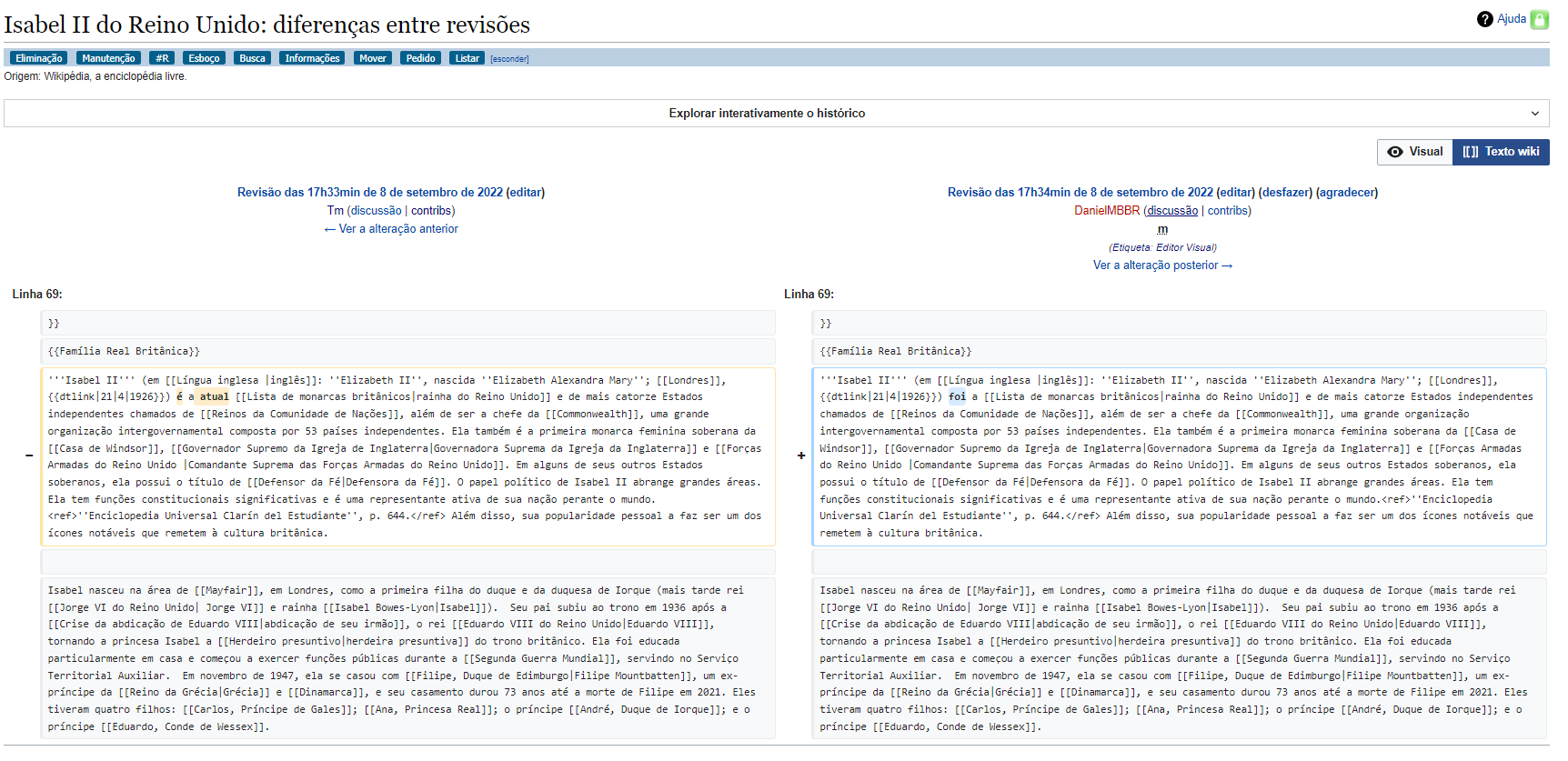
O usuário DanielMBBR foi o primeiro a atualizar o artigo da Wikipédia em português sobre Elizabeth II após sua morte.

A relação entre morte e Wikipédia descreve como os editores da Wikipédia atualizam rapidamente os artigos de figuras públicas após elas morrerem.

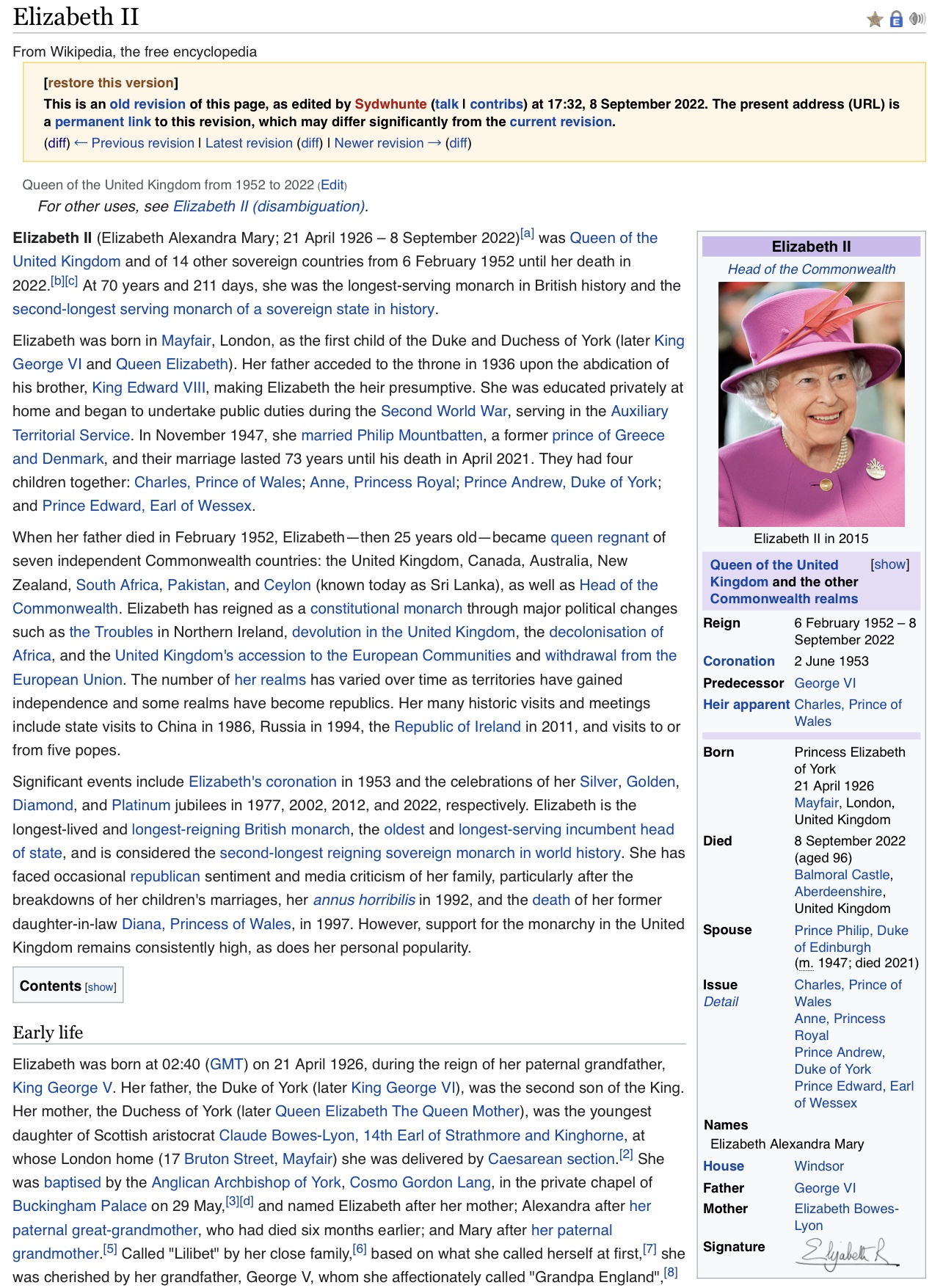
O usuário "Sydwhunte" foi o primeiro a atualizar o artigo de Elizabeth II na Wikipédia, dois minutos após a sua morte.

Artigos sobre pessoas costumam ter grandes picos de visualizações em seguida do óbito. Por exemplo, o artigo sobre a estilista Kate Spade na Wikipédia em inglês teve uma média de 2117 visualizações em períodos de 48 horas antes de sua morte. Nas 48 horas após falecer, porém, chegou a 3 417 416, um aumento de 161,427%. A mídia comentou sobre as atualizações rápidas do site após a morte de pessoas como Michael Jackson, Elizabeth II e Henry Kissinger.
Quando um biografado morre de uma doença, o progresso da enfermidade também pode ser descrito.